# Gagea charadzeae
Gagea charadzeae là một loài thực vật có hoa trong họ Liliaceae. Loài này được Davlian. miêu tả khoa học đầu tiên năm 1972.